# Longview, Texas
Longview är en stad i Gregg County och Harrison County i delstaten Texas, USA med 77 793 invånare (2006). Longview är administrativ huvudort (county seat) i Gregg County. 